# José Cotrina
José Aldair Cotrina (Pisco, Provincia de Pisco, Perú, 8 de agosto de 1997) es un futbolista peruano. Juega como mediocentro defensivo y su equipo actual es  Bella Esperanza de la Copa Perú. Tiene 27 años.

## Biografía
José Cotrina es del barrio Los Barracones del distrito de La Esperanza, en Pisco y que, tras jugar en el Atlas de su localidad natal en 2009, se enroló en el club blanquiazul en 2010. "Soy volante de contención, pero tengo juego. Así como recuperó también sé entregar con criterio. Soy, en realidad, más un volante mixto", contó el pisqueño, muy emocionado, que entrenó en 2015 con la selección sub-20 del 'Chino' Rivera.

## Trayectoria
El nombre de José Aldair Cotrina Uculmana apareció en los medios repentinamente. Ocurre que ganó el Nike Most Wanted (ex The Chance), lo que le permitió viajar en noviembre de 2015 a Inglaterra para participar, durante una semana, de un proceso de prueba. Cotrina pertenecía a la reserva de Alianza Lima y en ese momento reconoció que había cumplido un sueño: "Quiero impresionar en Europa para quedarme".
En 2016 firmó contrato profesional con Alianza Lima, su relación con el cuadro de la victoria duro hasta el 2018
En enero del 2019 ficha por Carlos A. Mannucci en busca de minutos. Debuta en la primera fecha en el empate 4-4 ante Ayacucho FC, 5 meses después llega a Unión Huaral confirmado sin embargo también se había confirmado su fichaje por Deportivo Coopsol ambos de la Liga 2 (Perú), siendo el club huaralino por el que jugaría. En el 2022 desciende con el Carlos Stein, al quedar último puesto en la tabla acumulada.

## Clubes
| Club                  | País | Año       |
| --------------------- | ---- | --------- |
| Alianza Lima          | Perú | 2016-2018 |
| Carlos A. Mannucci    | Perú | 2019      |
| Unión Huaral          | Perú | 2019      |
| UTC                   | Perú | 2020      |
| Carlos Stein          | Perú | 2021-2022 |
| Alfonso Ugarte        | Perú | 2023      |
| Deportivo Llacuabamba | Perú | 2024 -    |

## Palmarés

### Campeonatos nacionales
| Título                    | Club         | País | Año  |
| ------------------------- | ------------ | ---- | ---- |
| Primera División del Perú | Alianza Lima | Perú | 2017 |

### Torneos cortos
| Título          | Club         | País | Año  |
| --------------- | ------------ | ---- | ---- |
| Torneo Apertura | Alianza Lima | Perú | 2017 |
| Torneo Clausura | Alianza Lima | Perú | 2017 |